# Санта Марија Дизете (Перуђа)
Санта Марија Дизете је насеље у Италији у округу Перуђа, региону Умбрија.
Према процени из 2011. у насељу је живело 229 становника. Насеље се налази на надморској висини од 260 м.